# Ceromitia trilobata
Ceromitia trilobata là một loài bướm đêm thuộc họ Adelidae. Loài này có ở Nam Phi.